# Пиків
Пи́ків — село в Україні, у Іванівській сільській громаді Хмільницького району Вінницької області. Населення становить 1954 особи.

## Географія
Селом протікає річка Пиківка, яка впадає у Сниводу.

## Історія
Разом з селами Янів (нині Іванів), Мізяків і Гущинці, Пиків є найдавнішим поселенням на території Брацлавщини (нині входять до складу Калинівського району). У XVI ст. у Пикові був замок Філона Кміти-Чорнобильського. Пиківський замок, описаний в 1594 році Еріхом Лясотою.
|  | Князь Юрій Друцький-Гірський та його дружина, Богдана Філонівна Кмітянка-Чорнобильська, у 1603 році за 100000 фл. продали Острозькому Пиків, Глинсько, Жуків, Шепіївку, Кривошиїнці тощо |

Входило до складу заснованої князями Острозькими Острозької ординації.
Пізніше Пиків став належати Потоцьким.
Під час проведеного радянською владою Голодомору 1932—1933 років помер щонайменше 201 житель села.

## Відомі люди
- За твердженнями краєзнавців, тут проживав та мав частку землі друкар Іван Федорович.
- Є відомості про перебування тут гетьмана Богдана Хмельницького у червні 1649 року під час національно-визвольної війни українського народу.
- Народилися:
  - Атлантов Володимир Миколайович (1924—2000) — український художник.
  - Ян Непомуцен Потоцький — письменник-історик, етнограф і археолог, географ, соціолог, публіцист редактор, видавець бібліограф, драматург романіст, мандрівник по Європі і Азії.
- Проживає Бойко Олексій Михайлович (18.02.1936) — український поет-гуморист, член Національної спілки письменників України.

## Світлини

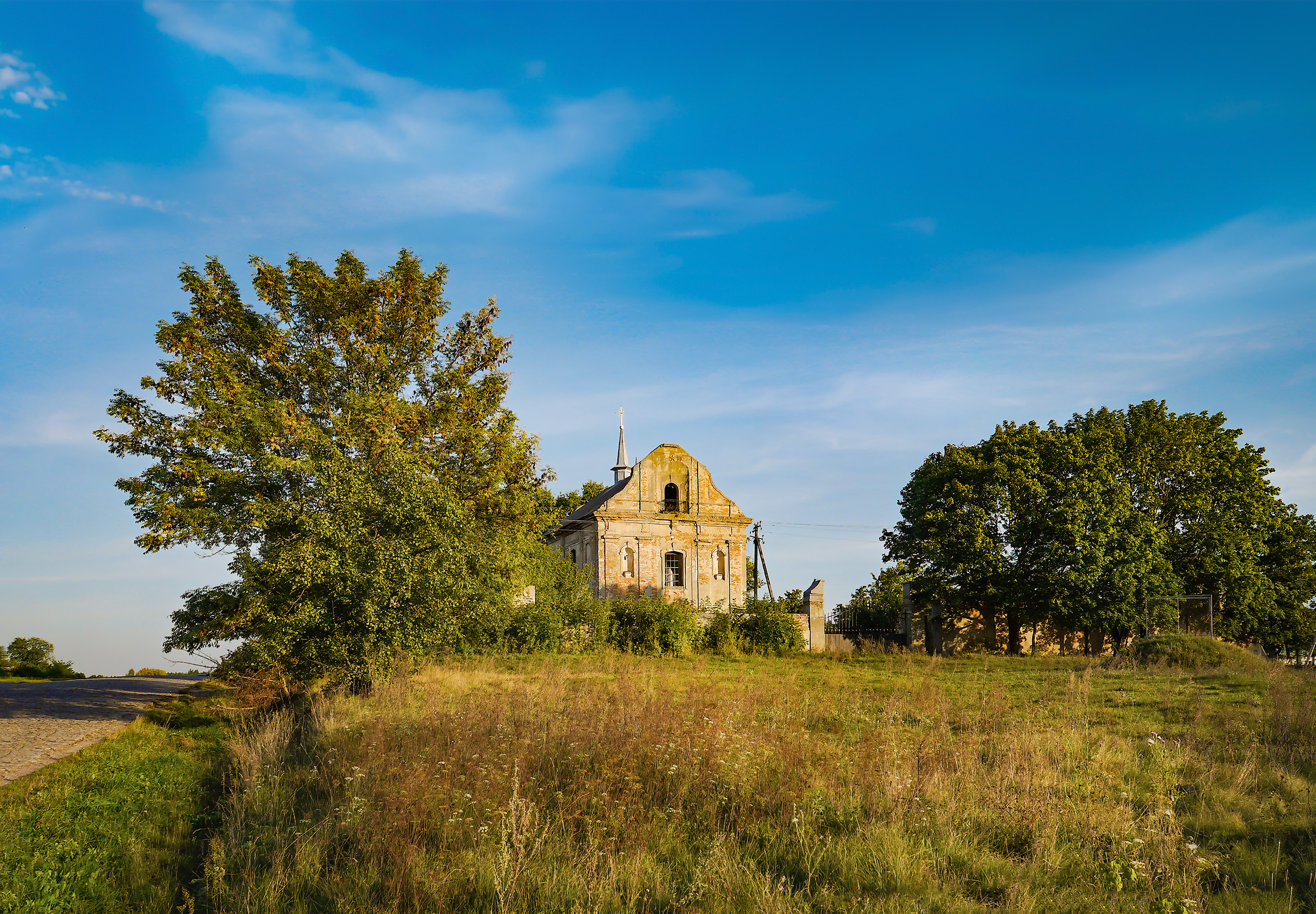
Костьол Пресвятої Трійці
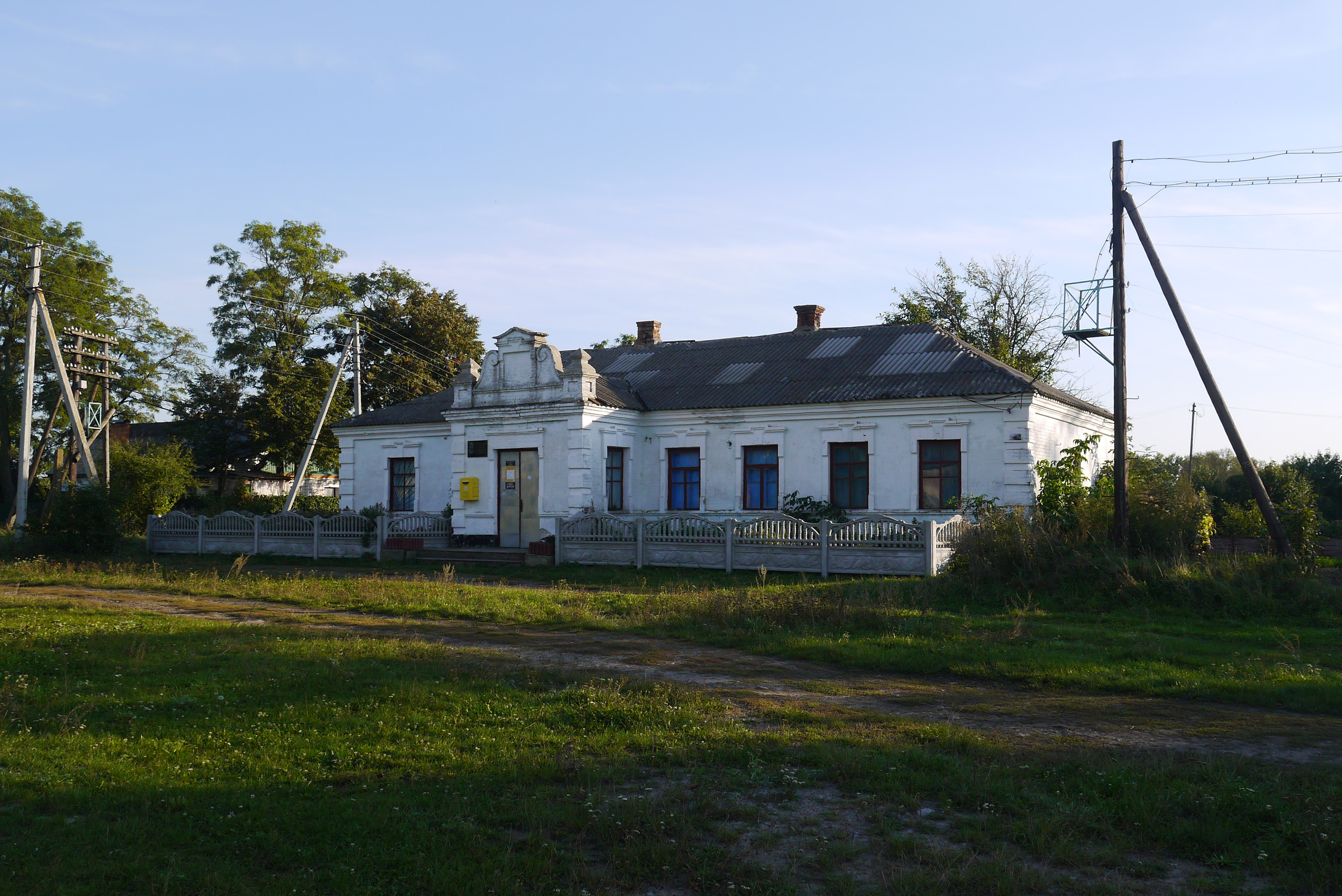
Волосна управа, у якій працював батько Михайла Коцюбинського
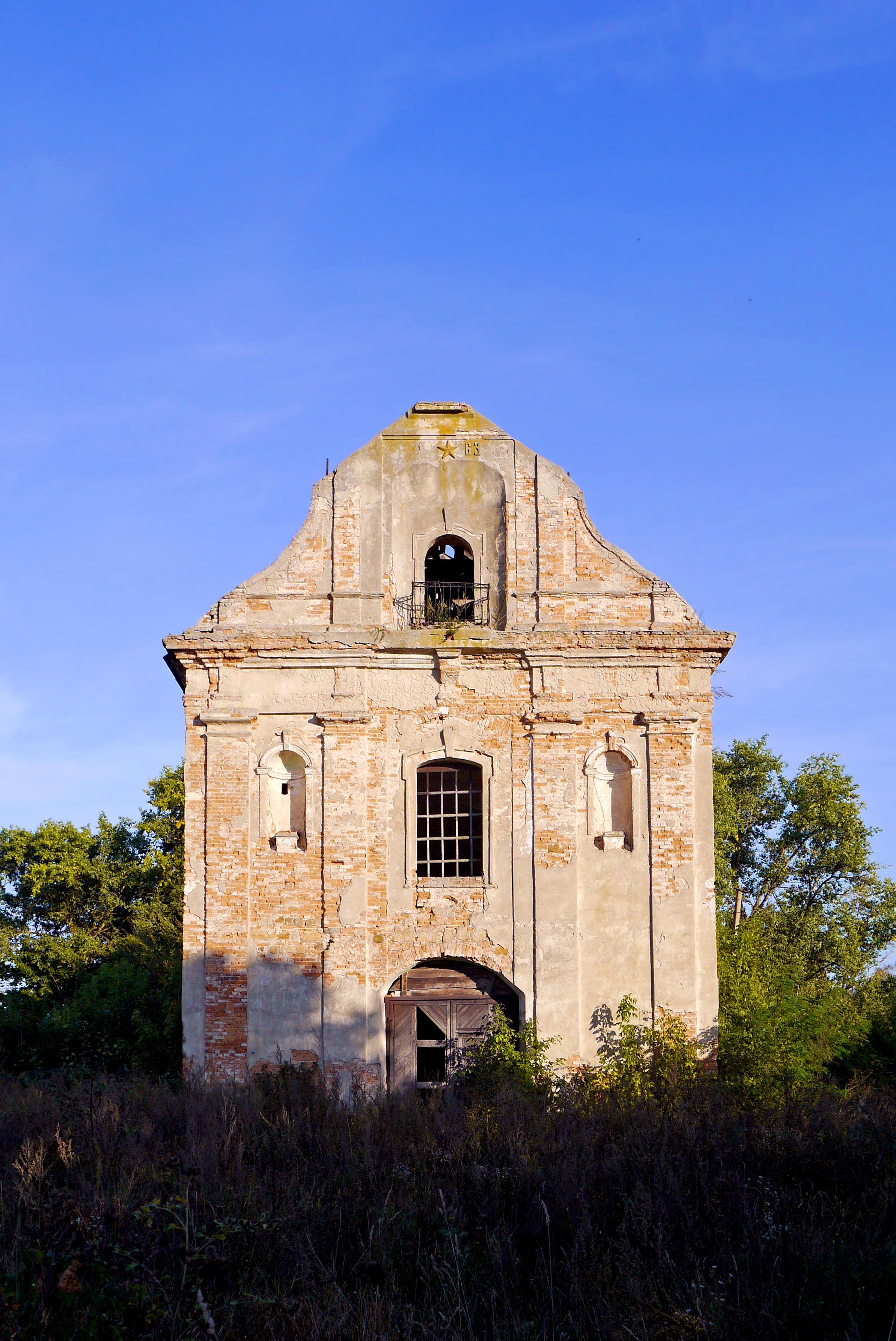
Костьол Пресвятої Трійці